# Qufutitan
Qufutitan ist ein heute ausgestorbener Vertreter der Brontotherien, einer ebenfalls nicht mehr existierenden Gruppe von Unpaarhufern, und lebte im Mittleren Eozän vor rund 41 bis 38 Millionen Jahren in Ostasien. Das Tier war relativ groß, trug aber noch keine für spätere Brontotherien typischen knöchernen Hornbildungen. Bekannt ist Qufutitan bisher lediglich von einem einzigen, nicht vollständigen Schädel.

## Merkmale
Qufutitan stellt einen relativ großen Vertreter der Brontotherien dar, ist aber weitgehend nur von einem über 50 cm langen Teilschädel bekannt, welcher den vorderen Schädel inklusive der gesamten Bezahnung umfasst. Das Stirnbein war sehr breit sowie flach und somit typisch für ähnlich entwickelte Brontotherien, etwa Telmatherium. Wie breit der Schädel insgesamt war, ist unklar, da die Jochbeinbögen nur teilweise überliefert sind. Der erhaltene Verlauf der Stirnlinie zeigt an, dass der hintere, nicht bekannte Teil des Schädels nicht tief eingesattelt war. Solche markanten Schädeleinsattelungen sind charakteristisch für die späteren, horntragenden Brontotherien. Das Nasenbein besaß eine lange und recht breite Form, die heutige Abwärtskrümmung ist aber ein Ergebnis späterer Deformationen im Sediment, so dass dieses ursprünglich eher deutlich gerade verlief. Auf dem Nasenbein zeigten sich nur kleine Ansätze knöcherner Schwellungen, so dass das Tier ursprünglich keine echten Hornbildungen besaß. Der Naseninnenraum war relativ wenig ausgedehnt und reichte nur bis zum ersten Prämolaren. Das Rostrum hatte durch den ausgedehnten Oberkiefer und Mittelkieferknochen eine große Länge, in Verbindung mit dem kurzen Naseninnenraum ist dieses Merkmal untypisch für weiter entwickelte Brontotherien. Wiederum charakteristisch für diese lag die Orbita sehr weit vorn im Schädel und befand sich oberhalb der ersten und zweiten Molaren.
Der Oberkiefer wies die vollständige Bezahnung der frühen Säugetiere mit drei Schneidezähnen, einem Eckzahn, vier Prämolaren und drei Molaren je Kieferbogen auf. Die Schneidezähne waren klein sowie kugelig geformt und bildeten einen deutlichen Bogen. Die kugelige Ausprägung ist eher untypisch für hornlose Brontotherien, da derartige Schneidezähne erst bei den stammesgeschichtlich jüngeren horntragenden Vertretern auftraten. Sehr massiv und groß fiel der Eckzahn aus, der über 4 cm lang wurde und eine gekrümmte Form hatte. Das sich daran anschließende Diastema erreichte eine Weite von 3,5 cm und war damit moderat groß. Die Backenzähne waren insgesamt niederkronig (brachyodont), der vorderste Prämolar hatte eine nur geringe Größe und eine quadratische, die übrigen Prämolaren eine rechteckige Form. Außerdem waren diese nur teils molarisiert und glichen den hinteren Backenzähnen nicht vollständig, welche das für Brontotherien typische W-förmig gefaltete Zahnschmelzmuster auf der Kaufläche besaßen. Die Größe der Backenzähne nahm nach hinten erheblich zu, der letzte Molar war über 7 cm lang. Die gesamte hintere Zahnreihe erreichte 29,8 cm Länge (gemessen von P1 bis M3).

## Fundstellen
Der bisher einzige bekannte Fund wurde 1984 in der Huangzhuang-Formation bei Dong Huangzhuang, 15 km nordöstlich von Qufu in der chinesischen Provinz Shandong entdeckt. Die Formation wird in das ausgehende Mitteleozän gestellt (lokalstratigraphisch Sharamurunium genannt) und ist somit circa 41 bis 38 Millionen Jahre alt. Der Schädel gehörte zu den ersten nachgewiesenen Fossilfunden aus dieser Formation, die darüber hinaus auch Reste weiterer Unpaarhufer wie Eomoropus oder Forstercooperia enthielt, aber auch von Pantodonten wie Eudinoceras. Neben dem Schädel von Qufutitan kamen noch zwei Unterkieferreste von Brontotherien zum Vorschein, die aber aufgrund der Fragmentierung nur schwer zuzuordnen, der Größe nach aber mit Rhinotitan vergleichbar sind.

## Systematik
Die Gattung Qufutitan gehört zur Familie der Brontotheriidae (ursprünglich Titanotheriidae), eine heute ausgestorbene Säugetiergruppe aus der Ordnung der Unpaarhufer. Zahnmorphologischen Merkmalen zufolge wird die Familie als entfernte Verwandte der heutigen Pferde betrachtet. Innerhalb der Brontotheriidae ist Qufutitan Mitglied der Unterfamilie Brontotheriinae und der Untertribus der Telmatheriina. Nahe verwandte Gattungen stellen Telmatherium und Wickia dar, beide sind in Nordamerika nachgewiesen. Ursprünglich wurde die Gattung zur Unterfamilie Metatelmatheriinae gestellt, welche erstmals 1943 von Walter W. Granger und William King Gregory eingeführt worden war und neben Metatelmatherium zwei weitere hornlose asiatische Gattungen umfasste. Die Unterfamilie wurde aber bereits 1945 mit den von Henry Fairfield Osborn schon im Jahr 1929 etablierten Telmatheriinae gleichgesetzt, die wiederum hornlose nordamerikanische Vertreter wie Telmatherium und Sthenodectes einschlossen. Bryn J. Mader erweiterte das Konzept der Telmatheriinae im Jahr 1989 auf alle Brontotherien mit knöchernen Hornansätzen und benannte sie später vollständig in Brontotheriinae um. In einer Revision der Brontotherien aus dem Jahr 2008 griff Matthew C. Mihlbachler erneut die Telmatheriinae auf und verschob sie auf den Rang der Untertribus. Sie vereinen heute alle entwickelten Brontotherien, die keine Hornansätze tragen und stehen der Gruppe der Brontotheriina gegenüber, die dieses Merkmal aufweisen.
Erstmals beschrieben wurde Qufutitan 1997 anhand des bisher einzigen Schädelfundes aus der Huangzhuang-Formation in Ostchina (Holotyp-Exemplarnummer: IVPP V8067). Einzige anerkannte Art ist Q. zhoui. Der Gattungsname Qufutitan setzt sich zum einen aus dem Namen des Fundgebietes und zum anderen aus dem griechischen Wort Τιτάν (titán „Titan“ oder „Riese“) zusammen. Der Artname zhoui ehrt den chinesischen Wirbeltierspezialisten Zhou Mingzhen.